# Peloribates varisculptus
Peloribates varisculptus är en kvalsterart som beskrevs av Corpuz-Raros 1981. Peloribates varisculptus ingår i släktet Peloribates och familjen Haplozetidae. Inga underarter finns listade i Catalogue of Life.